# Mohammadiyat Fushana
Mohammadiyat Fushana (arabisch محمدية فوشانة, DMG Muḥammadiyya Fūšāna) ist eine Gemeinde und ein Vorort von Tunis in Tunesien. Sie liegt im Gouvernement Ben Arous. Sie besteht aus den Ortschaften Mohammadiyat und Fushana, die jedoch Sitz verschiedener Delegationen sind.  Die Gemeinde hat 106.167 Einwohner (2014) und ist damit die größte Gemeinde im Gouvernement Ben Arous. Sie ist Teil der Agglomeration von Tunis.